# Устанак Кабошинаца
Устанак Кабошинаца избио је 1413. године у Француској. Део је Стогодишњег рата, а завршен је неуспехом.

## Устанак
Почетком 1413. године сазвани су државни сталежи који су изнели низ жалби на злоупотребу краљевске управе. Истакнут је читав низ борби против малверзација. Међутим, сталежи нису могли да остваре своје одлуке. Због тога су занатлије и ситни трговци Париза подигли устанак под вођством стрводера Кабоша. Заузели су новосаграђену тврђаву Бастиљу. Изграђена је кабошинска ргонанса у којој је изложен детаљан план административних, финансијских и судских реформи. Уплашена буржоазија пустила је у град војску армањака. Бургундијски војвода препустио је устанике својој судбини. Аристократе су се страховито обрачунале са устаницима, а ордонанса је била укинута. 